# Sao sắt

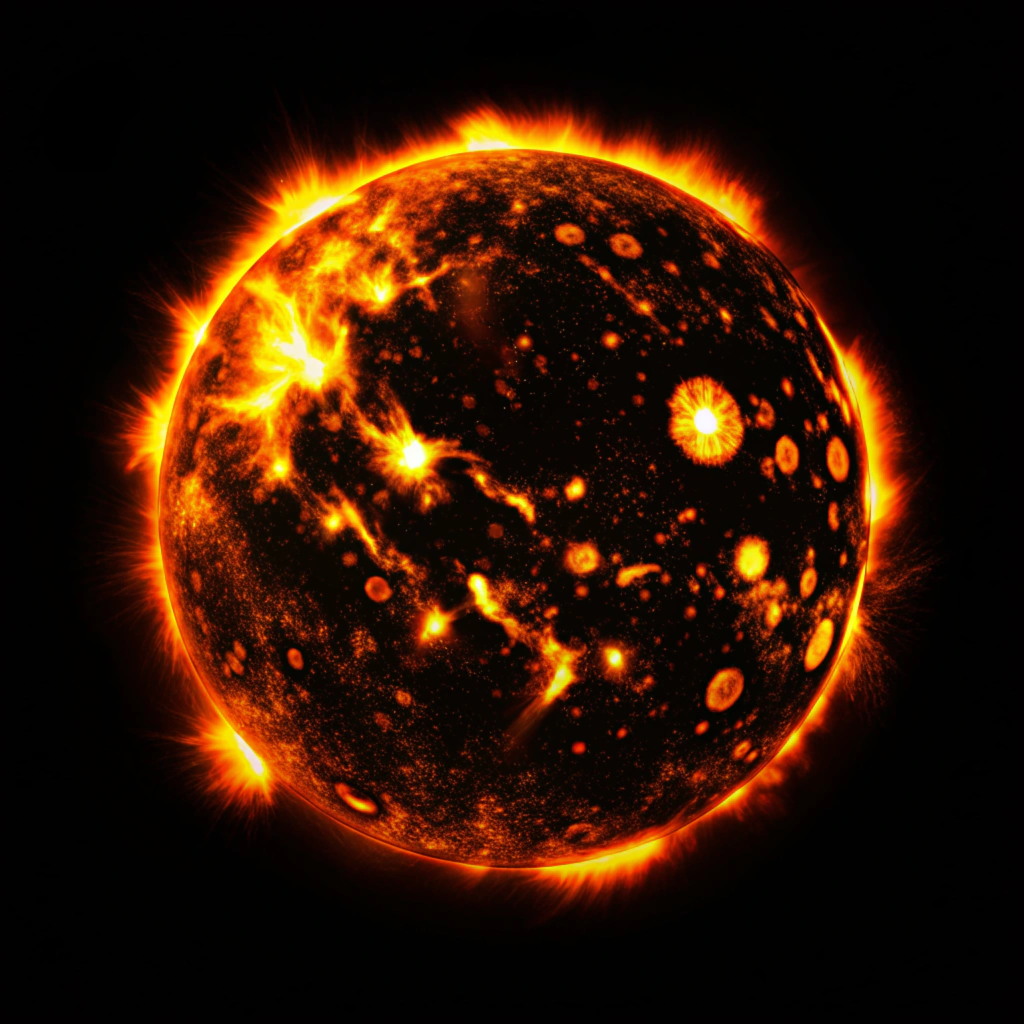
Ấn tượng của một nghệ sĩ về Ngôi sao sắt

Trong thiên văn học, một ngôi sao sắt là một loại sao đặc giả thuyết có thể xảy ra trong vũ trụ trong tương lai cực kỳ xa, sau khoảng 101500 năm.
Tiền đề đằng sau các ngôi sao sắt nói rằng phản ứng tổng hợp hạt nhân lạnh xảy ra qua xuyên hầm lượng tử sẽ khiến các hạt nhân ánh sáng trong vật chất thông thường hợp nhất thành hạt nhân sắt-56. Sự phân hạch và phát xạ hạt alpha sau đó sẽ làm cho các hạt nhân nặng phân rã thành sắt, chuyển đổi các vật thể có khối sao thành các khối cầu sắt lạnh. Sự hình thành của những ngôi sao này chỉ là một khả năng nếu các proton không phân rã. Mặc dù bề mặt của một ngôi sao neutron có thể là sắt, nhưng theo một số dự đoán, nó khác với một ngôi sao sắt.
Không liên quan, thuật ngữ này cũng được sử dụng cho các sao khổng lồ xanh có một rừng các dòng FeII bị cấm trong quang phổ của chúng. Chúng là các biến màu xanh dạ quang nóng có khả năng hoạt động. Eta Carinae đã được mô tả như một ví dụ mẫu.

## Trong văn hóa đại chúng
Bộ phim The Andromeda Nebula của Liên Xô kể về một ngôi sao thấp nhiên liệu bị hấp dẫn bởi trọng lực của một ngôi sao sắt, chỉ có thể nhìn thấy trong tia hồng ngoại. Nó dựa trên cuốn tiểu thuyết Andromeda: A Space-Age Tale của Ivan Yefremov viết khi lý thuyết Nhà nước ổn định chiếm ưu thế và các ngôi sao sắt dự kiến sẽ tồn tại trong Dải ngân hà.